# Maximilian Neuhäußer
Maximilian Felix Neuhäußer (* 15. Oktober 1981 in Filderstadt-Bonlanden) ist ein deutsch-italienischer Schauspieler.

## Leben
Neuhäußer absolvierte seine Schauspielausbildung von 2015 bis 2018 an der „München Film Akademie“ in München. Zuvor studierte er Physik an der Universität Pisa und Neurowissenschaften an der Ludwig-Maximilians-Universität München sowie an der University of Miami.

## Filmografie (Auswahl)
- 2016: München Mord – wo bist du Feigling[1]
- 2017: Austreten[1]
- 2018: SOKO München (Fernsehserie)[5]
- 2019: Schloss Einstein (Fernsehserie)[6]
- seit 2019: Alles was zählt (Fernsehserie)[7]